# Death Cab for Cutie
Death Cab for Cutie (часто сокращают до Death Cab) — американская инди-рок группа, основанная в Беллингеме, штат Вашингтон, в 1997 году.
Группа заимствовала своё название у одноимённой песни, представленной группой Bonzo Dog Doo-Dah Band на их альбоме 1967 года под названием Gorilla, а также в экспериментальном фильме The Beatles Волшебное таинственное путешествие.

## История

### Начало
Death Cab for Cutie начиналась как сольный проект Бена Гиббарда в то время, когда он был гитаристом группы Pinwheel.
Под именем Death Cab for Cutie Гибард выпустил компакт-кассету You Can Play These Songs with Chords. Этот релиз оказался неожиданно удачным, и Гибард решил превратить группу в полноценный проект. Он пригласил Кристофера Уола (который также работал над кассетой) на место электрогитариста, басиста Ника Хармера и ударника Натана Гуда.
Death Cab for Cutie официально сформировалась в Западном Вашингтонском Университете в Беллингеме, штат Вашингтон. Многие ранние песни были записаны в подвале дома на Эллис Стрит в Беллингеме, в котором жил Бен. В названии официального фан-клуба группы DCFC Local Union #1138, также упоминается этот дом. Его же упоминание можно встретить и в песне «Dinner at Eight in the Suburbs».
Квартет выпустил альбом Something About Airplanes 18 августа 1998. Он получил положительные отзывы независимой музыкальной сцены, и, в 2000 году, команда выпустила ещё один альбом под названием We Have the Facts and We're Voting Yes.
Натан Гуд покинул группу во время работы над We Have the Facts and We’re Voting Yes. На пластинке остались только две композиции с его участием: «The Employment Pages» и «Company Calls Epilogue», во всех остальных песнях на ударных играл Гибард.
Майкл Шорр впервые появился на мини-альбоме The Forbidden Love E.P., выпущенном 24 октября 2000 года. В 2001 году был записан ещё один альбом, под названием The Photo Album, специальные редакции которого содержали также три бонус-трека, которые позже были выпущены на отдельной пластинке The Stability E.P..
В 2003, снова поменялся ударник: Джейсон МакГерр из Eureka Farm заменил Шорра. МакГерр должен был играть на ударных в записи следующего альбома Transatlanticism. Transatlanticism был выпущен в октябре 2003 года.
Записи с этого альбома были использованы в нескольких телесериалах: «Одинокие сердца», «Клиент всегда мёртв», «Место преступления Майами» и «Калифорнийский блудник»; кинофильмах «Незваные гости» и «Жестокий ручей»; а также в сноуборд-видео Lost In Transition.
Весной 2004 группа записала живой мини-альбом The John Byrd E.P., названный в честь их звукооператора. Этот мини-альбом был выпущен на лейбле Barsuk Records и увидел свет в марте 2004 года.

### Сотрудничество с Atlantic Records
В ноябре 2004, Death Cab for Cutie подписала долгосрочный контракт с Atlantic Records, покинув лейбл Barsuk Records, с которым долгое время сотрудничала. На официальном сайте Гибард заявил, что не изменится ровным счётом ничего, кроме того, что «Рядом с логотипом холдинга Barsuk — семёркой — появится буква „A“».
Это было значительным отступлением от его прошлых взглядов на отношения с крупными лейблами, которые, по его словам, «настроены на то, чтобы поиметь тебя и забрать все твои деньги». После начала работы с Atlantic, группа всё ещё беспокоилась об экономической стороне этого сотрудничества и даже поощряла распространение своих записей через Интернет.
Первыми синглами группы, выпущенными на Atlantic Records и вошедшими в альбом Plans, были «Soul Meets Body» и «Crooked Teeth» (впервые они были представлены на шоу Субботним вечером в прямом эфире 14 января 2005). Полный альбом Plans вышел в августе 2005. Он был встречен аплодисментами, как поклонников группы, так и критиков, и получил премию Грэмми в номинации «Лучший альтернативный альбом года». Статуса «золотого» альбом достиг на следующий год, продержавшись в хит-параде журнала Billboard 47 недель подряд.
В 2005 группа выпустила DVD под названием Drive Well, Sleep Carefully. Известные своим вкладом в защиту прав животных, участники Death Cab for Cutie поддерживали активистов PETA, раздавая свои DVD.

### Narrow Stairs(2007—2008)
18 октября 2007, Уолла заявил, что работа над новым альбомом «идёт полным ходом» и они уже закончили 6 песен. Более того, он назвал новую музыку «странной» и «впечатляющей», сказав, что в ней «много крови». Он также заметил, что на альбоме присутствует «джэм с Can» продолжительностью 10 минут, о котором Уолла не мог и мечтать в 1998. В номере Billboard за январь 2008, группа пообещала, что альбом будет «с подвохом», и, несмотря на то, что в нём будет достаточно медленных композиций, в нём также будут присутствовать неожиданные вещи. Уолла сказал: «Если сравнивать музыку с пейзажем, то это будет больше похоже на луну, чем на городскую лужайку, на которую походили предыдущие наши записи.» Уолла добавил, что альбом получится «более громким, резким и… шершавым». Участники группы сообщили, что на них повлияло творчество синтипанк-группы «Brainiac». Альбом под названием Narrow Stairs вышел 12 мая 2008.
Death Cab for Cutie выпустила первый сингл «I Will Possess Your Heart» с этого альбома 12 марта 2008. Радио версия этой композиции не включала вступление. В своём обзоре журналист MTV — Джеймс Монтгомери — сказал: «Narrow Stairs — выдающийся альбом, он может сделать их знаменитыми, или погубить их карьеру», он считал его «претендентом на лучший альбом 2008 года». «Narrow Stairs», действительно, номинировался на «Лучший альтернативный альбом», а «I Will Possess Your Heart» — на «Лучшую рок-композицию». Группа не получила призов ни в одной из номинаций, но вызвала дебаты после появления на церемонии с голубыми ленточками в знак протеста против, как они считают, чрезмерного использования Auto-Tune в музыкальной индустрии. «Narrow Stairs» был первым их альбомом, достигшим вершины чарта Billboard 200 31 мая 2008. «No Sunlight» — третий сингл с этого альбома. 21 марта 2009, группа выпустила The Open Door EP, на котором вышли треки, не попавшие в «Narrow Stairs», такие, как демозапись «Talking Bird». Версия для iTunes включает также клип «Grapevine Fires».

### Meet Me on the Equinox(2009)
В 2009 году группа записала песню «Meet Me on the Equinox», которая стала саундтреком ко второй части саги Стефани Майер «Новолуние». Позже был записан клип с фрагментами фильма.

## Дискография

### Студийные альбомы
- Something About Airplanes (1998)
- We Have the Facts and We're Voting Yes (2000)
- The Photo Album (2001)
- Transatlanticism (2003)
- Plans (2005)
- Narrow Stairs (2008)
- Codes And Keys (2011)
- Kintsugi (2015)
- Thank You for Today (2018)[11]
- Asphalt Meadows (2022)

### EPs
- The Open Door EP (2009)
- The John Byrd EP (2005)
- Forbidden Love EP (2000)
- The Blue EP (2019)
- The Georgia EP (2021)